# Marcoule

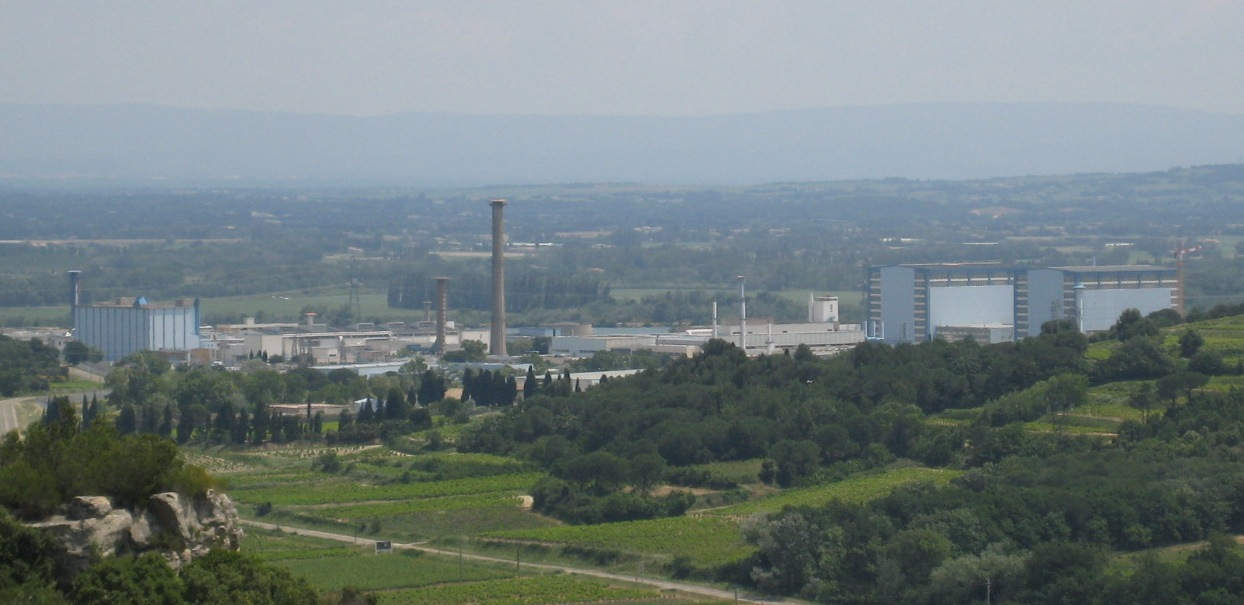
Anläggningen sedd på avstånd, 2009.

Marcoule är en omfattande såväl militär som civil anläggning för kärnbränsle och upparbetning i södra Frankrike. Den ligger på högra stranden av floden Rhône i departementet Gard, regionen Occitanien, cirka 30 km uppströms från (norr om) Avignon och 130 km nordväst om Marseille. Den etablerades 1956 och drivs av franska kärnkraftkommissionen (CEA, Commissariat à l'énergie atomique). Här fanns fram till 1980-talet tre små kärnreaktorer främst inriktade på vapenplutonium. Den snabba breederreaktorprototypen Phoénix togs ur drift år 2000. Dessutom finns en fabrik för att tillverka MOX-bränsle.

## Avfallshantering
Vid Marcoule finns även en anläggning, Centraco, för att ta omhand låg- och medelaktivt radioaktivt avfall genom förbrännig. Förbränningsanläggningen har en kapacitet om 5000 ton avfall per år.

### Explosionen 2011
Den 12 september 2011 ägde en explosion rum i en ugn Marcoules förbränningsanläggning, och brandkåren varnade för möjligheten av ett radioaktivt utsläpp. En anställd person omkom och fyra skadades av explosionen. Olyckan skedde då en ugn exploderade, som smälte lågaktivt radioaktivt material som kasserats. Ugnen tillhörde Électricité de Frances dotterbolag Centraco. EDF hävdade att detta var en industriell olycka och inte en kärnkraftsolycka.